# Rhombophryne
Genre
Synonymes
- Stumpffia Boettger, 1881

Rhombophryne est un genre d'amphibiens de la famille des Microhylidae.

## Répartition
Les 29 espèces de ce genre sont endémiques de Madagascar.

## Liste des espèces
Selon Amphibian Species of the World (6 décembre 2015) :
- Rhombophryne alluaudi (Mocquard, 1901)
- Rhombophryne analamaina (Klages, Glaw, Köhler, Müller, Hipsley & Vences, 2013)
- Rhombophryne be (Köhler, Vences, D'Cruze & Glaw, 2010)
- Rhombophryne coronata (Vences & Glaw, 2003)
- Rhombophryne coudreaui (Angel, 1938)
- Rhombophryne gimmeli (Glaw & Vences, 1992)
- Rhombophryne grandis (Guibé, 1974)
- Rhombophryne guentherpetersi (Guibé, 1974)
- Rhombophryne hara (Köhler, Vences, D'Cruze & Glaw, 2010)
- Rhombophryne helenae (Vallan, 2000)
- Rhombophryne kibomena (Glaw, Vallan, Andreone, Edmonds, Dolch & Vences, 2015)
- Rhombophryne laevipes (Mocquard, 1895)
- Rhombophryne longicrus Scherz, Rakotoarison, Hawitschk, Vences & Glaw, 2015
- Rhombophryne madagascariensis (Mocquard, 1895)
- Rhombophryne mangabensis Glaw, Köhler & Vences, 2010
- Rhombophryne megsoni (Köhler, Vences, D'Cruze & Glaw, 2010)
- Rhombophryne miery (Ndriantsoa, Riemann, Vences, Klages, Raminosoa, Rödel & Glos, 2013)
- Rhombophryne minuta (Guibé, 1975)
- Rhombophryne ornata Scherz, Ruthensteiner, Vieites, Vences & Glaw, 2015
- Rhombophryne psologlossa (Boettger, 1881)
- Rhombophryne pygmaea (Vences & Glaw, 1991)
- Rhombophryne roseifemoralis (Guibé, 1974)
- Rhombophryne serratopalpebrosa (Guibé, 1975)
- Rhombophryne staffordi (Köhler, Vences, D'Cruze & Glaw, 2010)
- Rhombophryne tany Scherz, Ruthensteiner, Vieites, Vences & Glaw, 2015
- Rhombophryne testudo Boettger, 1880
- Rhombophryne tetradactyla (Vences & Glaw, 1991)
- Rhombophryne tridactyla (Guibé, 1975)
- Rhombophryne vaventy Scherz, Ruthensteiner, Vences & Glaw, 2014

## Taxinomie
Stumpffia a été placé en synonymie par Peloso, Frost, Richards, Rodrigues, Donnellan, Matsui, Raxworthy, Biju, Lemmon, Lemmon & Wheeler en 2015 .

## Publication originale
- Boettger, 1880 : Diagnoses Batrachiorum novorum insulae Madagascar. : Zoologischer Anzeiger, vol. 3, p. 567-569 (texte intégral).